# Johann Philipp von Rohde
Johann Philipp Rohde, seit 1798 von Rohde, (* 31. Januar 1759 in Berlin; † 5. September 1834 ebenda) war ein preußischer Generalmajor, Astronom, Schriftsteller und zuletzt auch Direktor der Ingenieurschule in Berlin. 

## Leben

### Herkunft
Sein Vater war Rentier in Berlin, seine Mutter eine geborene Salbach.

### Werdegang
Rohde studierte in Göttingen. Am 19. Juni 1779 kam er als Kondukteur in das Ingenieurkorps. Am 1. Juni 1780 wurde er Lehrer für Ingenieurwesen im Kadettenkorps und kurz darauf zum Leutnant befördert. Am 1. Mai 1788 wurde er als Lehrer für Ingenieurwesen in die Académie militaire versetzt, am 21. Februar 1790 kam er als Lehrer der Mathematik zurück in das Kadettenkorps. Am 31. Dezember 1796 wurde er Stabskapitän mit Patent vom 1. Januar 1797. Am 6. Juli 1798 wurde er in Adelsstand erhoben.
Am 20. Juli 1801 wurde er zum Premierleutnant befördert sowie zum Ingenieuroffizier vom Platze in Breslau ernannt. Im Vierten Koalitionskrieg nahm er an der Schlacht bei Jena teil und kämpfte im Gefecht bei Boitzenburg. Nach dem Krieg erhielt Rohde am 30. August 1807 für drei Monate Urlaub in Ungarn. Am 7. August 1808 bekam er wieder das ganze Gehalt eines Ingenieurkapitäns. Am 6. April 1810 wurde er dann Chef der Pionierkompanie in Königsberg, am 2. Mai 1810 kam er als Major und Direktor zur Militärlehranstalt in Königsberg. Zudem wurde er am 31. Dezember 1810 Präsident der schlesischen Provinzial-Militärexaminations-Kommission.
Nach den Befreiungskriegen wurde er am 20. Juni 1815 zum Oberstleutnant befördert. Am 27. März 1816 wurde er zum Mitglied der Ober-Militärexaminationskommission und zum zweiten Direktor der Artillerie- und Ingenieurschule in Berlin ernannt. Am 20. April 1816 kam er zur 1. Ingenieur-Brigade, aber am 31. Dezember 1817 wurde er zum 3. Ingenieur-Brigade versetzt und auch Mitglied der Prüfungskommission für Ingenieur-Hauptleute. Am 6. April 1818 wurde er zum Oberst befördert und am 3. Januar 1821 wurde er in die 4. Ingenieur-Inspektion versetzt und am 29. Oktober 1821 zum Direktor der Artillerie- und Ingenieurschule ernannt. Am 30. März 1823 wurde er als Generalmajor mit einer Pension von 800 Talern in den Ruhestand versetzt. Am 21. April 1827 erhielt er einmalig 200 Taler und ab dem 1. Januar 1828 einen Zuschuss von 224 Talern. Er starb am 5. September 1834 in Berlin und wurde am 8. September 1834 auf dem Invalidenfriedhof beigesetzt.
1795 erhielt Rohde von der Berliner Akademie der Wissenschaften einen Preis für seine Arbeiten über die Wurfkurve. Er beschäftigte sich immer wieder mit der numerischen Bestimmung von astronomischen Parametern. So fand er eine Möglichkeit, mit Hilfe der Störungsrechnung die Planetenmassen zu ermitteln. 1809 veröffentlichte er Jahreszeiten von höherer Ordnung, womit er die Arbeiten zu den Kaltzeiten durch James Croll, Joseph-Alphonse Adhémar und letztlich Milutin Milanković vorbereitete.

### Familie
Er heiratete am 17. Oktober 1804 in Breslau Johanne Friederike Charlotte Wilhelmine von Humboldt, eine Tochter des Ingenieurmajors von Humboldt. Am 16. März 1810 adoptierte er seinen Neffen und Hauptmann der Artillerie Johann Ludwig Diezielsky (1783–1864), der den Namen Rode-Diezielsky annahm.

## Werke
- Erläuterungen über Karstens mathematische Analysis.
- Ueber Laplace's neue Verbesserung der aus barometrischen Beobachtungen.
- Mathematische Abhandlungen.
- Allgemeiner Ueberblicke der physicalisch-mathematischen Theorie der Kriegesminen.
- Die Kriegsbaukunst für die Königlichen theoretischen Schulen der Artillerie und Fortification etc vom General D'Antoni aus dem Italienischen ins Deutsche übersetzt. Berlin, 1794.
- Architecture militaire pour les écoles théoriques d' artillerie et de fortification etc. En françois et allemand. Halle 1797.

### Beiträge
- Göttingische Anzeigen von gelehrten Sachen etc 7tes St den 10ten Januar 1795 S. 61.
- Erlangische gelehrte Zeitung 42stes St. den 26sten Mai 1795.
- Allgemeine Literatur Zeitung No 56 den 18ten Februar 1796 etc.
- Jenaische allgem Literatur Zeitung No 212 November 1824, S. 247.
- kleine Schriften Militair Literatur Zeitung Berlin u Posen 1824, 5. Band 3tes Heft etc.